# Murray-Calloway County Airport
Le Murray-Calloway County Airport (code IATA : CEY • code OACI : KCEY • code FAA : CEY) est un aéroport américain à usage public situé au nord-ouest du quartier central des affaires de Murray dans le comté de Calloway au Kentucky. 
Également connu sous le nom de Kyle-Oakley Field, il a ouvert ses portes en 1961 et il appartient au conseil du comté de Murray City-Calloway.
Il couvre une superficie de 120 ha à une altitude de 176 m et il a une piste d'asphalte de 1 891 × 30 m.  